# 约翰·德维特 (游泳运动员)

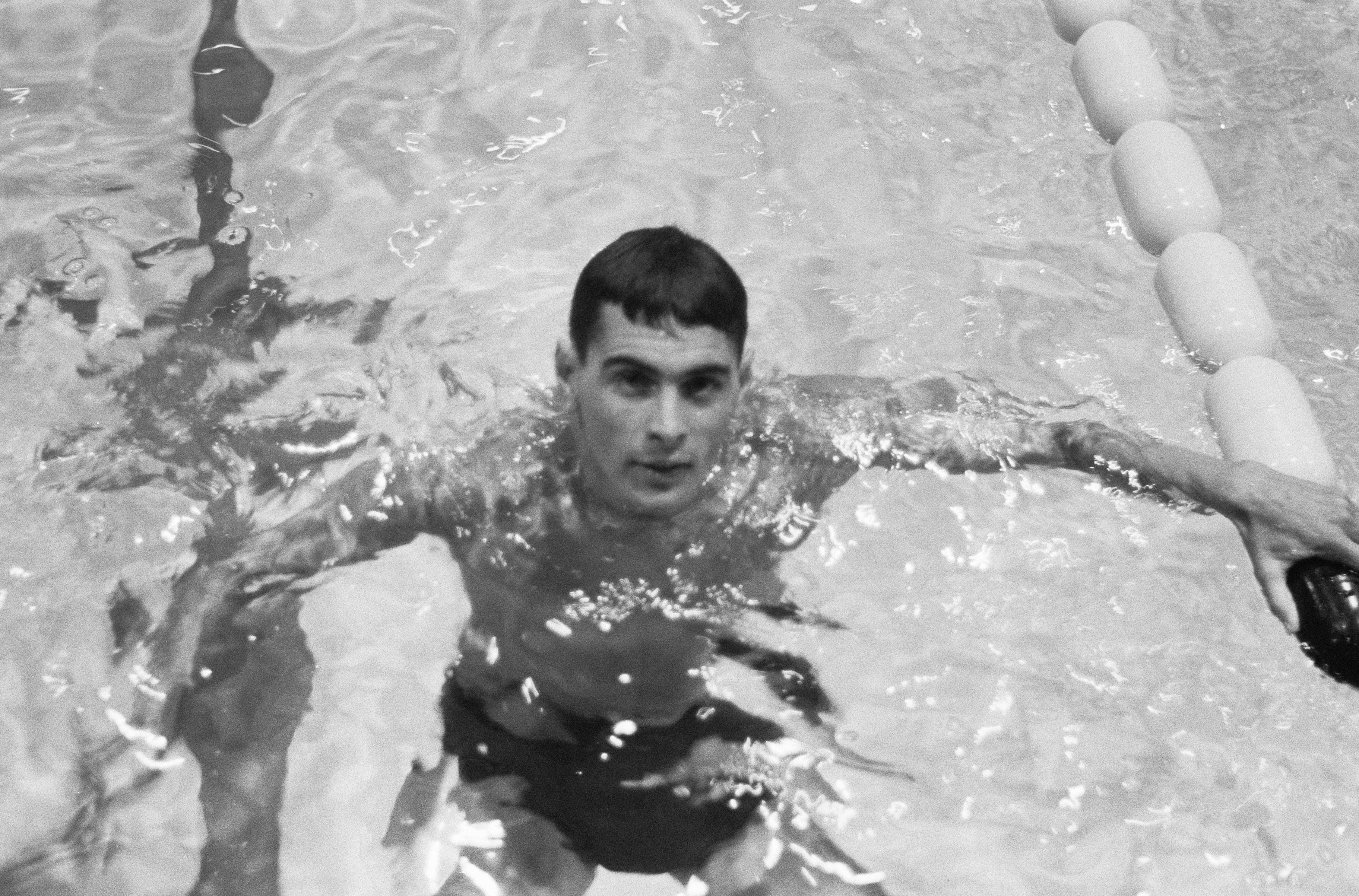
德维特于1960年奥运会

约翰·托马斯·德维特 AM（1937年2月4日—2023年8月17日），澳大利亚男子游泳运动员，擅长自由泳。他曾获得2枚奥林匹克运动会游泳比赛金牌。除此之外他也参加了1958年大英帝国和联邦运动会。